# Christussäule (Hildesheim)

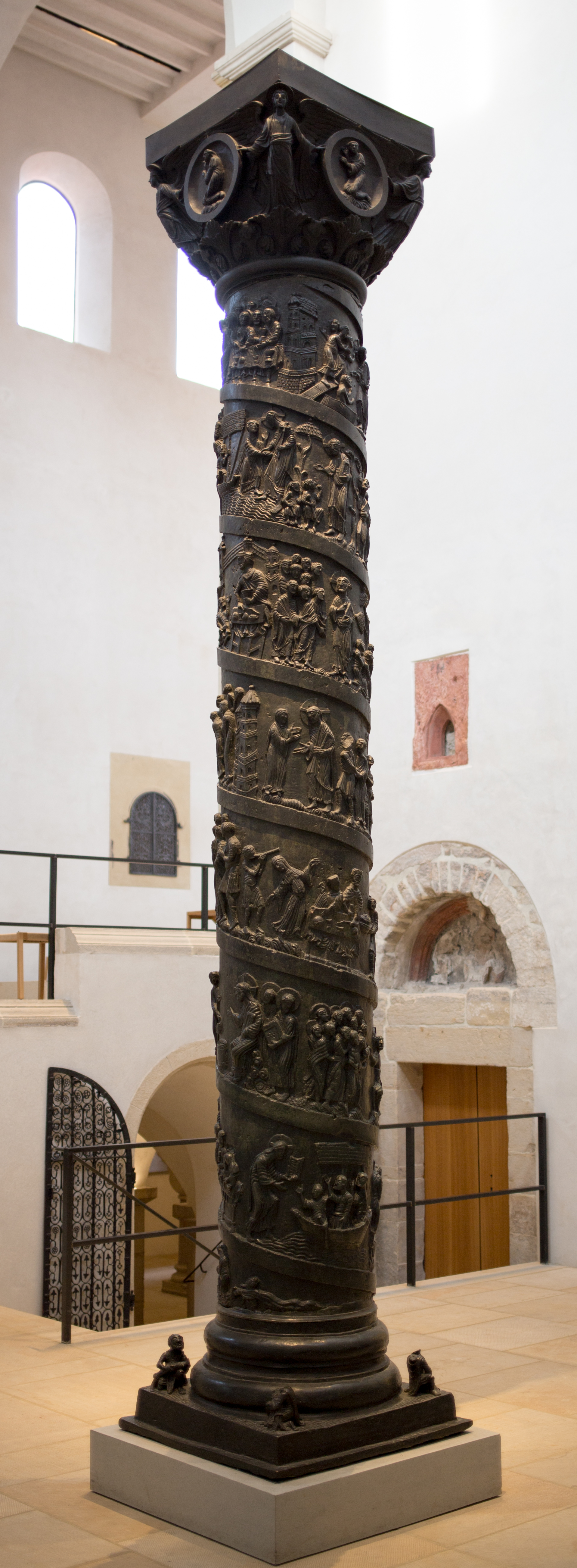
Die Christussäule im Hildesheimer Dom (seit 1893)

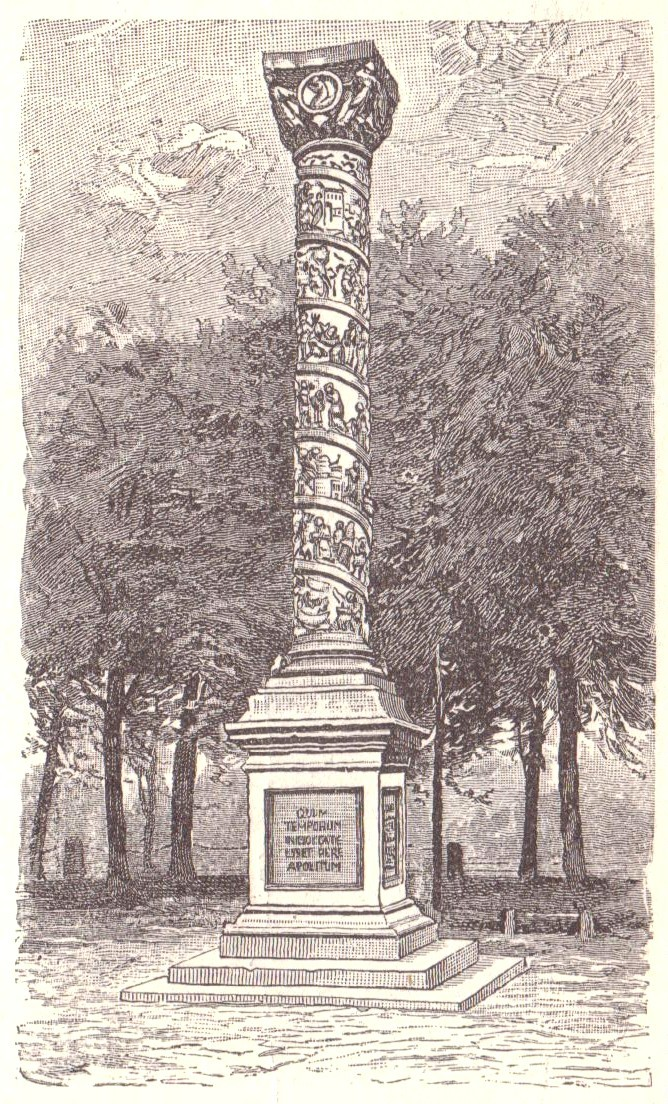
Die Christussäule auf dem Großen Domhof (1810–1893)

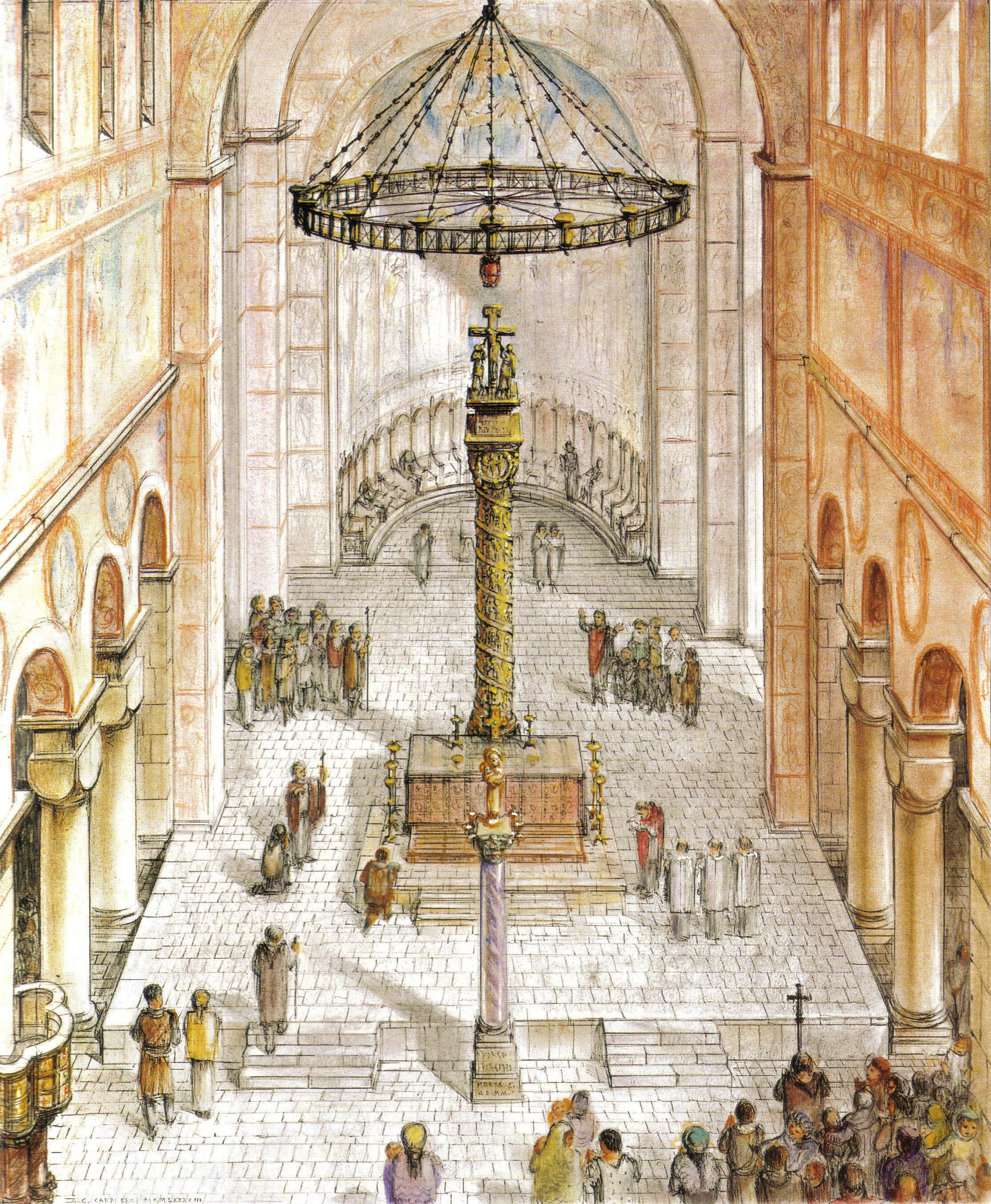
Die Christussäule in St. Michael (bis 1810). Zeichnerische Rekonstruktion nach Carpiceci/Gallistl

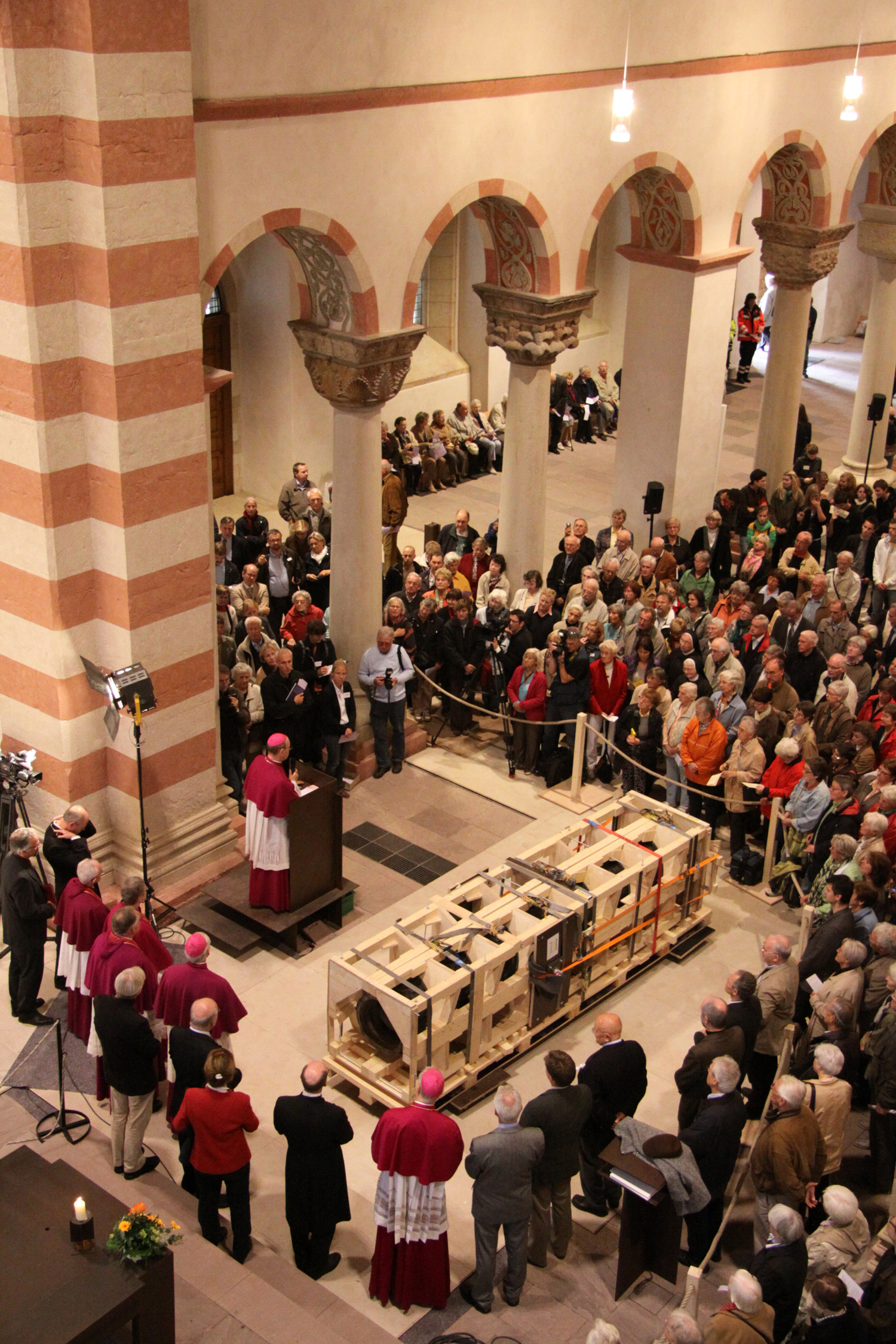
Empfang der Christussäule in St. Michael, 30. September 2009

Die Christussäule, auch Bernwardssäule, im Hildesheimer Dom ist eines der Kunstwerke aus der Zeit Bischof Bernwards (993–1022), deren herausragende Bedeutung ihr zusammen mit der ebenfalls im Dom befindlichen Bernwardstür und der Bilderdecke in St. Michael die Einstufung als Weltkulturerbe eingetragen hat. Sie ist die früheste bekannte Repräsentation biblischer Erzählung in einer Skulptur sowie auch die früheste freistehende Bronzeskulptur in Westeuropa.

## Erstellung und Aufstellung
Die Christussäule wurde im Jahr 1020 als Teil der Stiftung St. Michael von dem Bischof Bernward für die Michaeliskirche, die Gründung und Grablege Bernwards, in Auftrag gegeben und gebaut. Dort stand am Beginn des Ostchors der Kreuzaltar. Hinter dem Kreuzaltar erhob sich die Bronzesäule mit dem Triumphkreuz. Der Standort unter dem Triumphbogen, den Bernhard Gallistl aus den schriftlichen Quellen erschloss, wurde 2006 durch Grabung bestätigt. Vor dem Kreuzaltar wiederum stand eine kupferbeschlagene Marmorsäule, deren Stein aus dem östlichen Mittelmeerbereich stammt und die späteren Quellen zufolge ein Geschenk Ottos III. an Bernward war. Damit war eine Gleichsetzung des Kreuzaltars mit dem Opfertisch im Vorhof des salomonischen Tempels hergestellt, der ebenfalls zwischen zwei Säulen (den Bronzesäulen Jachin und Boas) gestanden hatte. Über der Christussäule hing bis 1662 ein großer Radleuchter mit dem Porphyrkrug in der Mitte, der, von der Hochzeit zu Kana stammend, ebenfalls ein Geschenk Ottos III. an Bernward gewesen sein soll. Diese Verbindung von Säulenkreuz, Altar und Jerusalemleuchter hatte ihr Vorbild im Golgota, den man mit dem Vorhof des Tempels gleichsetzte. Auch hat der Abstand von ca. 42 m zwischen dem einstigen Standort der Christussäule und der Grablege Bernwards in der Westkrypta der Michaeliskirche eine Analogie in der Entfernung, die laut Pilgerberichten in der Grabeskirche zwischen Auferstehungsrotunde und Golgota lag.
Die Säule ist 379 cm hoch, hat einen Durchmesser von 58 cm und jede einzelne Reliefzone eine Höhe von ca. 45 cm. Ursprünglich war die Säule von einer Kreuzigungsgruppe auf einem Kapitell gekrönt und hatte so eine Gesamthöhe von mehr als 6 m, also 2,5 m mehr als heute.
Hergestellt wurde die Bronzesäule im Wachsausschmelzverfahren, die seinerzeit als äußerst anspruchsvolle Technik galt; insbesondere die Größe der Säule verlangte außerordentliche technische Fähigkeiten.

## Geschichte der Säule
Im Jahr 1001 reiste Bischof Bernward als Begleitung von Otto III. nach Rom, wo er die Trajanssäule und die Säule des Marc Aurel kennenlernte. Vor allem die Reliefbänder der Trajanssäule dienten ihm als Vorbild und kamen später auch auf seiner Säule vor.
Im Jahr 1020 wurde die Christussäule hergestellt und in der Michaeliskirche aufgestellt. Das Aussehen des ursprünglichen Kapitells und des dekorierenden Kreuzes sind bis heute nicht eindeutig bekannt. Es wird jedoch angenommen, dass das Kreuz dem auf der Bernwardstür geähnelt haben müsse und demnach auch die Gestalt eines Lebensbaumes besaß.
Das Kreuz wurde im Jahre 1544 während Aufständen, welche auf die Einführung der Reformation zurückzuführen sind, zerstört. Das Kruzifix wurde von Protestanten unter den bilderstürmerischen Worten „[…] fort mit der Abgötterei […]“ eingeschmolzen. Aus der Bronze wurde daraufhin eine Kanone gegossen. Dies spricht, zusammen mit der verlorenen Höhe von 2,5 m, für eine außerordentliche Größe des Kreuzes.
Das Kapitell wurde 1650, nachdem es zusammenbrach, eingeschmolzen und durch ein Holzimitat ersetzt, von dem ein Kupferstich erhalten ist.
Im Jahr 1723 wurde die Säule zunächst abgebaut und hingelegt, da sie drohte umzufallen. Der Rat der Stadt Hildesheim beschloss daraufhin, sie einschmelzen zu lassen, was jedoch am Einsatz der Mönche und nicht zuletzt auch am Widerspruch des evangelischen Bürgermeisters scheiterte, welcher die Einschmelzung der Säule laut Überlieferungen als „Unglück für die Stadt“ bezeichnete.
1760 wurde geplant, die Bernwardsäule nach Hannover zu verkaufen, um sie dort einschmelzen zu lassen. Die Säule wurde für 30 Reichstaler je Zentner verkauft. Diesmal wurde die Säule durch den Einspruch des Abtes und des Erzbischofs vor der Zerstörung gerettet. Der Kauf wurde rückgängig gemacht und die Säule wieder liegend in der Michaeliskirche eingelagert.
Nach mehreren Versuchen die Säule zu verkaufen und einzuschmelzen, sollte sie 1810 abermals vernichtet werden, ehe sie abermals gerettet wurde. Der bischöfliche Beamte Anton Blum erwarb die Säule, ließ sie aus der Michaeliskirche holen, auf einen Sockel stellen und inszenierte sie auf dem Großen Domhof vor der Nordseite des Doms. Motiviert wurde dies durch die neugefundene Begeisterung der Bevölkerung für die Kunst des Mittelalters.

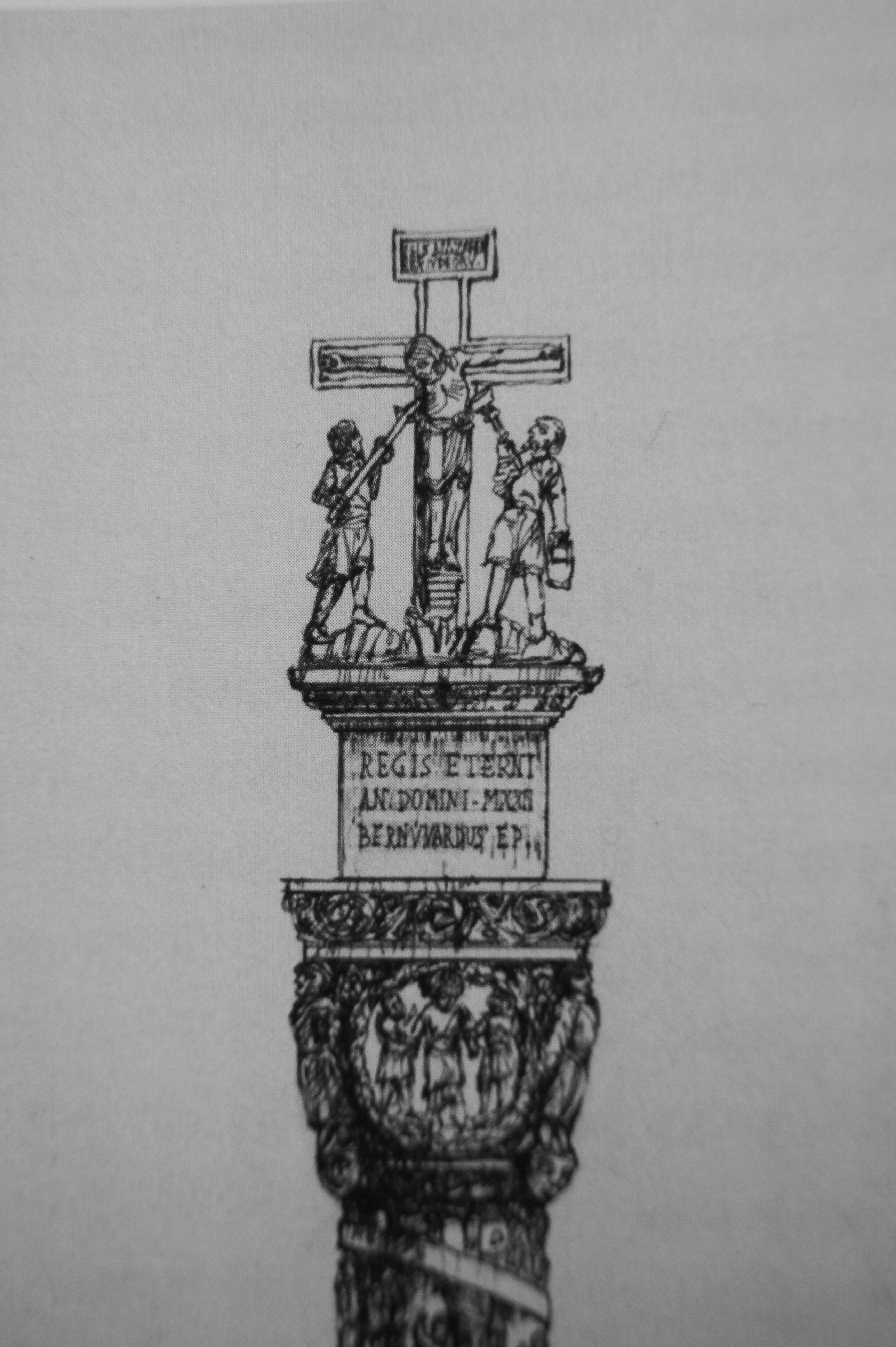
Das Kreuz der Christussäule um 1022, Rekonstruktion Gallistl/Carpiceci

61 Jahre später im Jahr 1871 wurde das Holzkapitell, welches nach dem Verlust des metallenen installiert worden war, wieder durch eines aus Bronze ersetzt. Entworfen wurde dieses von dem Bildhauer Friedrich Küsthardt mithilfe eines Kupferstiches aus der Zeit des Originalkapitells. Ob das neue Kapitell eine exakte Kopie des Originals ist, ist jedoch nicht ganz sicher, da das dreidimensionale Holzkapitell vor seiner Involvierung verschwand. Die Vermutung ist jedoch, dass die Darstellungen des Kapitells mit denen der Plinthe zusammengepasst haben mussten.
Zum Bernwardsjubiläum 1893 bekam die Säule einen neuen festen Standort im südlichen Querschiff des Hildesheimer Doms.

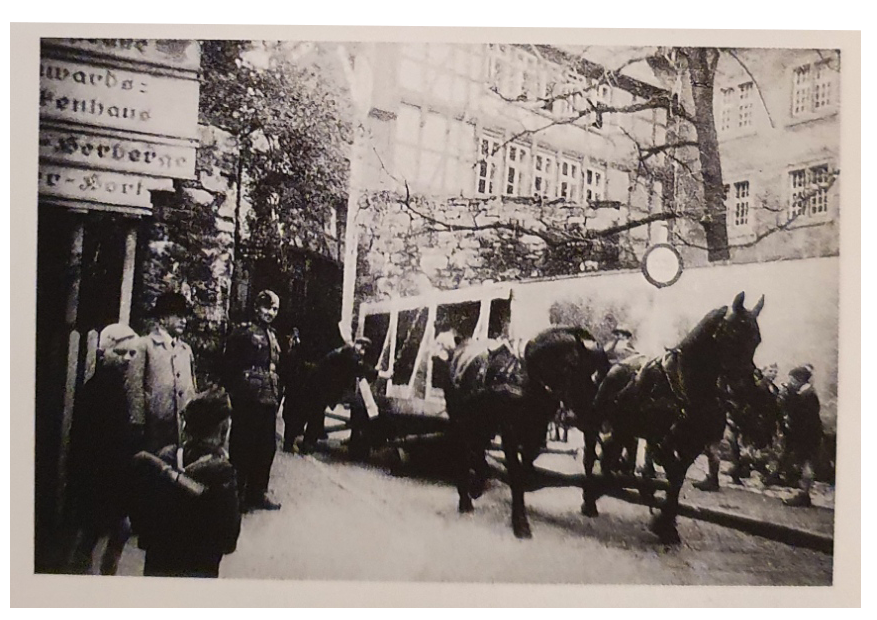
Transport der Bernwardstüren in den Kehrwiderstollen

Im Jahr 1942 wurde die Säule wie auch viele andere Kunstwerke in den Hildesheimer Kirchen an einem sicheren Ort gelagert, um sie vor der drohenden Zerstörung im Bombenkrieg zu bewahren. Am 1. Juni 1942 wurde der Oberbürgermeister der Stadt Hildesheim kontaktiert, um die Sicherung der Kunstschätze zu gewährleisten. Ein Mietvertrag für den gewählten Lagerplatz, den Kehrwiderstollen in den Hildesheimer Wallanlagen, wurde am 31. Juli desselben Jahres unterschrieben. Der Mietzins sollte 10,00 Reichsmark pro Jahr betragen. Schon am 7. Juni wurden die Säule wie auch die Bernwardstür in den Stollen befördert. Der Transport der Kunstwerke geschah mit zwei Pferdegespannen und einen Wagen auf Schienen. Geschützt wurden sie während des Transportes durch Splitterschutzkästen, welche von der Zimmerei Borchard gestellt wurden.
Gelagert wurde die Säule in ihren drei Teilen: Im oberen Bereich des Stollens wurde der Schaft in einem unterirdischen Gang und der Sockel in einem kleinen Gewölbe unter dem Josephinum gelagert. Das Kapitell wurde im Keller unter dem Kapitelshaus gelagert. Der Auslagerungsort stellte sich wenig später als nicht optimal heraus, wie der Provinzialkonservator Hermann Deckert feststellte. Er befürchtete, dass Wasser von der Stollendecke auf die wertvollen Kunstwerke tropfen könnte und sie somit beschädigt werden würde. Um dem vorzubeugen, wurde daraufhin ein zweiter Zugang geschaffen, um für eine bessere Durchlüftung zu sorgen. Geborgen im Stollen überstand die Säule so die fast vollständige Zerstörung des Hildesheimer Doms im Zweiten Weltkrieg am 22. März 1945.
Für die Zeit der großen Domsanierung musste die Christussäule aus der Baustelle entfernt werden und war vorübergehend als Leihgabe für 5 Jahre vom 30. September 2009 bis August 2014 am ursprünglichen Ort in der Michaeliskirche – nun im westlichen Südquerhaus – aufgestellt.

## Funktion und Bauherrenabsicht
Die Gründe, die den Bischof Bernward dazu bewegten, die Säule in Auftrag zu geben, sind facettenreich. Die vordergründigen Motivationen drücken sich in Materialwahl, Form und Szenenauswahl aus.
Zunächst ist die Materialwahl bedeutsam. Bronze bedeutete für die christliche Kirche eine auditive Repräsentation in Form von Kirchenglocken, welche aus demselben Material gefertigt wurden. Diese sind ein fundamentales Symbol für die Kirche und ihr werden besondere Eigenschaften zugeordnet. So sollte der atemberaubende Ton der Glocken Nichtchristen Furcht einjagen und sogar die Fähigkeit besitzen, böse Geister zu vertreiben. Die Wahl von Bronze ist demnach eng verbunden mit dem christlichen Glauben.
Ein bedeutender Grund für die Erstellung war der Machtkampf zwischen den Repräsentanten des Ottonischen Reiches und den Slawen. In dem Kampf ging es vorherrschend um Territorien, denn das Ottonische Reich expandierte stetig, worauf die Slawen mit regelmäßigen Raubzügen in den ottonischen Territorien antworteten. Die Slawen gehörten dabei größtenteils noch dem damals als heidnisch bezeichneten Glauben an, während die Vertreter des Ottonischen Reiches Christen waren. Bei der Expansion des Reiches ging es auch um die Konvertierung der Slawen zum Christentum. Der erste von vielen slawischen Aufständen gegen die Expansion und Mission fand im Jahr 983 statt und endete mit der Zerstörung mehrerer Bistümer, darunter Havelberg, Brandenburg, Zeitz und Oldenburg/Starigrad (Slawenaufstand von 983). Dabei wurden die Bewohner dieser Städte ermordet. Im Jahr 1018 kam es zu einem zweiten Aufstand in Hamburg, bei dem die Stadt niedergebrannt wurde. Bischof Benno von Oldenburg suchte daraufhin noch im selben Jahr Zuflucht in Hildesheim. Es wird für möglich gehalten, dass er als Dank dem Bischof Bernward eine Marmorsäule aus dem 6. Jahrhundert schenkte. Diese könnte ebenfalls als Symbol eines Sieges der Christen und deren Konvertierungsinitiativen gegen die Slawen interpretiert werden. Dies bekräftigt die Bedeutung von Säulen als Symbol für die Ottonen im Kontext des Kampfes gegen die Heiden.
Darüber hinaus galten Säulen um das Jahr 1000 auch für die Heiden als religiöses Symbol. Ausgedrückt wurde ihr Glaube durch sogenannte Jupitersäulen, die von Abbildungen heidnischer Götter geprägt werden. Die Christen um Bischof Bernward reinterpretierten diese Form und eigneten sie sich selber an. Wo vorher die Bilder heidnischer Götter waren, schmückten nun Abbildungen biblischer Charaktere die Säulen und wurden so Teil der ottonischen Kunst.
Es war also auch ein religiöser Krieg, in dem das übergeordnete Ziel für Bernward die Sicherung des Amtssitzes in Hildesheim war. Dies wird den ursprünglichen Standort der Säule deutlich, denn zunächst wurde die Säule in der Michaeliskirche, die zu diesem Zeitpunkt noch außerhalb der Stadtmauern lag.

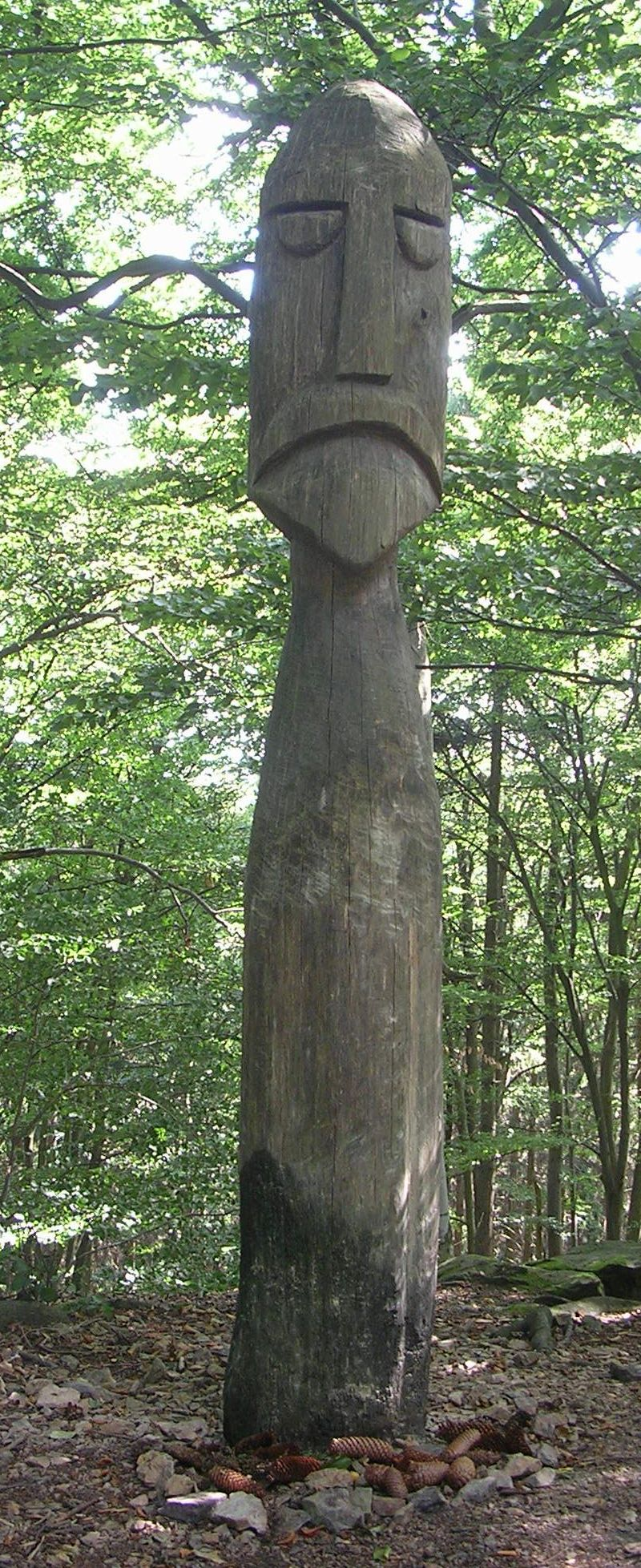
Eine Statue des Veles, einem slawischen Gott, 2003, Velíz, Tschechien

In diesem Krieg des Widerstandes wurde mit allen Mitteln gekämpft; somit auch ideologisch mit Kunstwerken. Die Skulpturen der Slawen waren aus Holz, zeigten einen relativ kleinen Maßstab sowie einfache Formen, die mit simplen Technologien gefertigt wurden. Der Kontrast zu den Werken Bernwards, die sowohl im Maßstab als auch in ihrer Detaillierung sowie technischen Schwierigkeitsgrad den Bildwerken der Heiden weit überlegen lagen, ist dabei wohl keine Willkür. Man wollte deutliche Überlegenheit demonstrieren. Für das Schmelzen der Metalllegierung mussten modernen Schätzungen zufolge etwa 20 Buchen abgeholzt werden. Die Slawen der Region hatten eine besondere religiöse Verbindung zu Wäldern und der Natur selbst. Wälder stellten für sie ein zentrales Objekt der Hingabe dar. Das Bronzemonument hatte also zerstörte auch einen Teil Heiligkeit der Heiden und erfüllte somit ihren Zweck im religiösen Kampf.
Wie die Material- und Formwahl wurden auch die Bildzenen auf der Säule bewusst gewählt. Bernhard Bruns beschrieb die Säule als „eine in Erz gefertigte Predigt“ Dieausgewählten Szenen aus dem Leben Jesu Christi haben vor allem zwei übergeordnete Themen: Die Wunder, die Jesus vollbracht haben soll, und seine daraus resultierende Macht sowie die Verbreitung Gottes Wortes in biblischen Geschichten. Beispiele dafür sind die Szenen über den Märtyrertod Johannes des Täufers, die Jüngerberufung, die Brotvermehrung wie auch die Heilungen des Aussätzigen, des Blinden und der Blutflüssigen. Bedeutungsvoll ist auch die Darstellung des Dramas um die Hinrichtung Johannes des Täufers mit dem schwachen und ungerechten König Herodes in auffallender Breite.

## Gestalterische Details
Bei der Gestalt der Christussäule handelt es sich um eine Ehrensäule, die Bernward in bewusster Nachahmung der Trajans- und der Mark-Aurel-Säule in Rom aus Bronze gießen ließ. Sind dort die Kriegstaten der Kaiser in spiralförmig sich aufwärts windenden Bilderfriesen dargestellt, so sind es hier die Friedenstaten Christi, beginnend mit der Jordantaufe und endend mit dem Einzug in Jerusalem.
Thematisch ergänzt sie die Darstellungen der Bernwardstür, wo auf die Geburtsgeschichte Jesu sogleich Passion und Auferstehung folgen.
Insgesamt gibt es 28 Szenen ohne Inschriften, die als kontinuierliche Geschichte gelesen werden können, da die einzelnen Szenen keine Rahmung vorweisen, sondern nahtlos ineinander übergehen. Jede vorausgehende Szene ist so eng mit der Folgenden verbunden. Die Baumkronen sind dabei manchmal Klammern, die die Szenen fassen, manchmal jedoch keiner Szene klar zuweisbar. Die Gestik der Figuren kann außerdem auf die nächste Szene verweisen.
Die Szenen unterscheiden sich in Länge, Anzahl der dargestellten Personen, Ausdehnung der Bauwerke, Stimmung (aktiv, dramatisch, friedlich, ruhig), sowie auch in der Position und Haltung der verschiedenen Charaktere. Gleichbleibend ist dabei allerdings, dass Jesus immer die größte Person jeder Szene ist.
Die Säule hat eine klare Vorderseite, zu erkennen durch die Blickrichtung der Figuren auf der Plinthe. Da nur noch eine der Figuren vollständig erhalten ist, lässt sich diese nur noch erahnen. Auf dieser Vorderseite befindet sich die Verklärungsszene, die einzige Szene, in der Jesus frontal gezeigt wird.
Die Christussäule beeindruckt, abgesehen von der technischen Leistung, durch die für ihre Zeit ganz ungewöhnliche Lebendigkeit und Bewegtheit ihrer halbplastisch herausgearbeiteten Figuren.

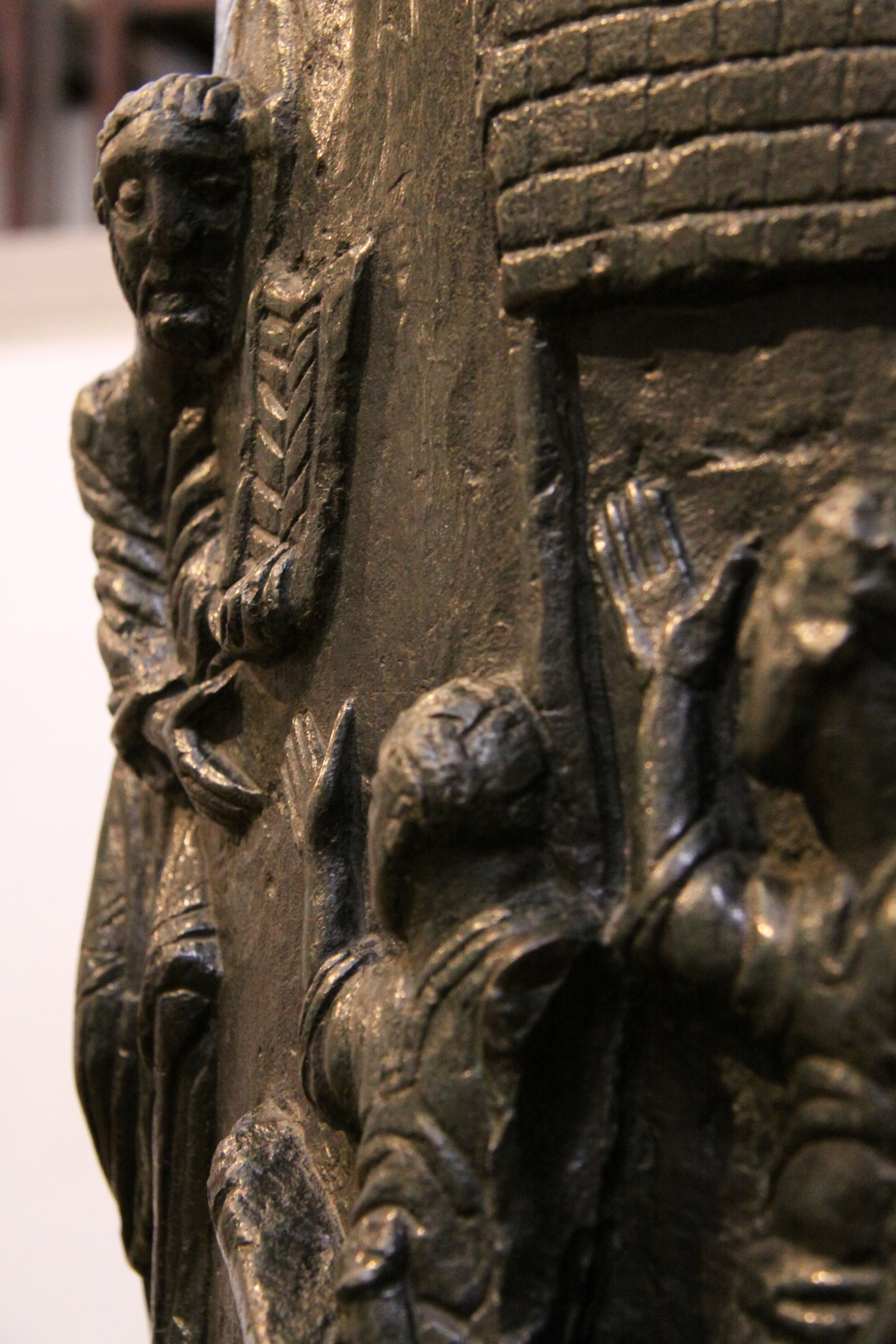
Berufung der Jünger Jakobus und Johannes
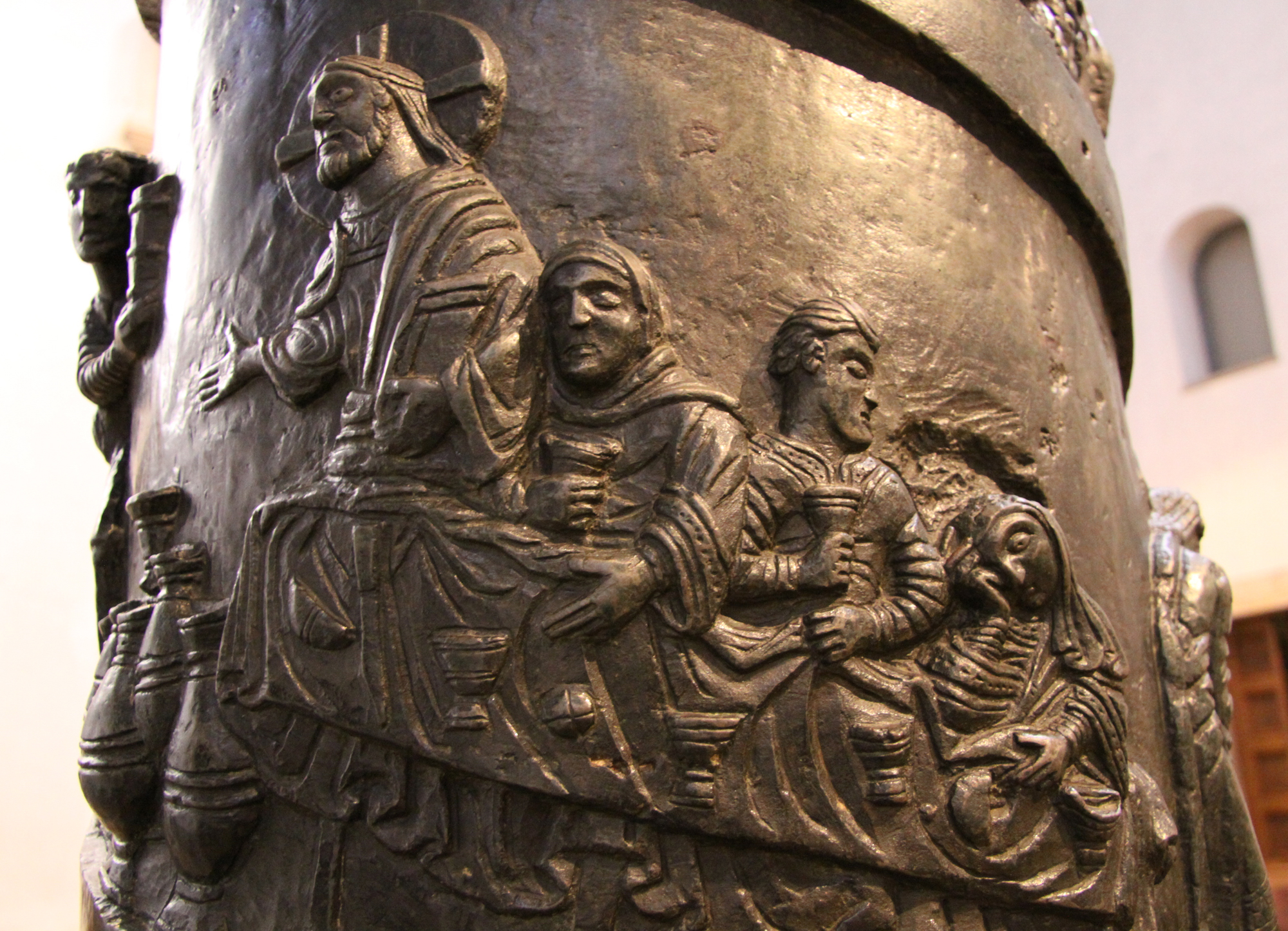
Hochzeit in Kana
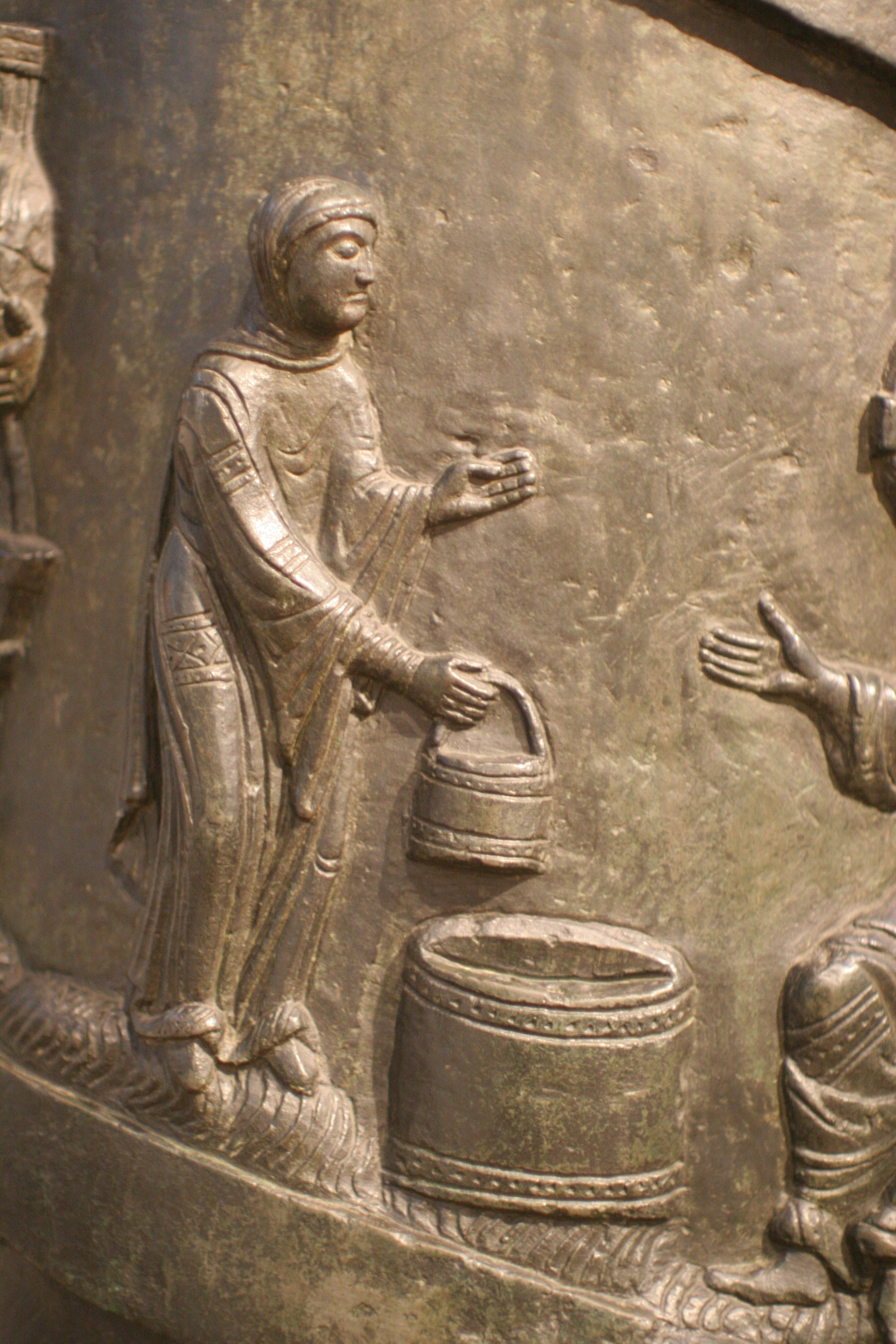
Die Samariterin am Jakobsbrunnen
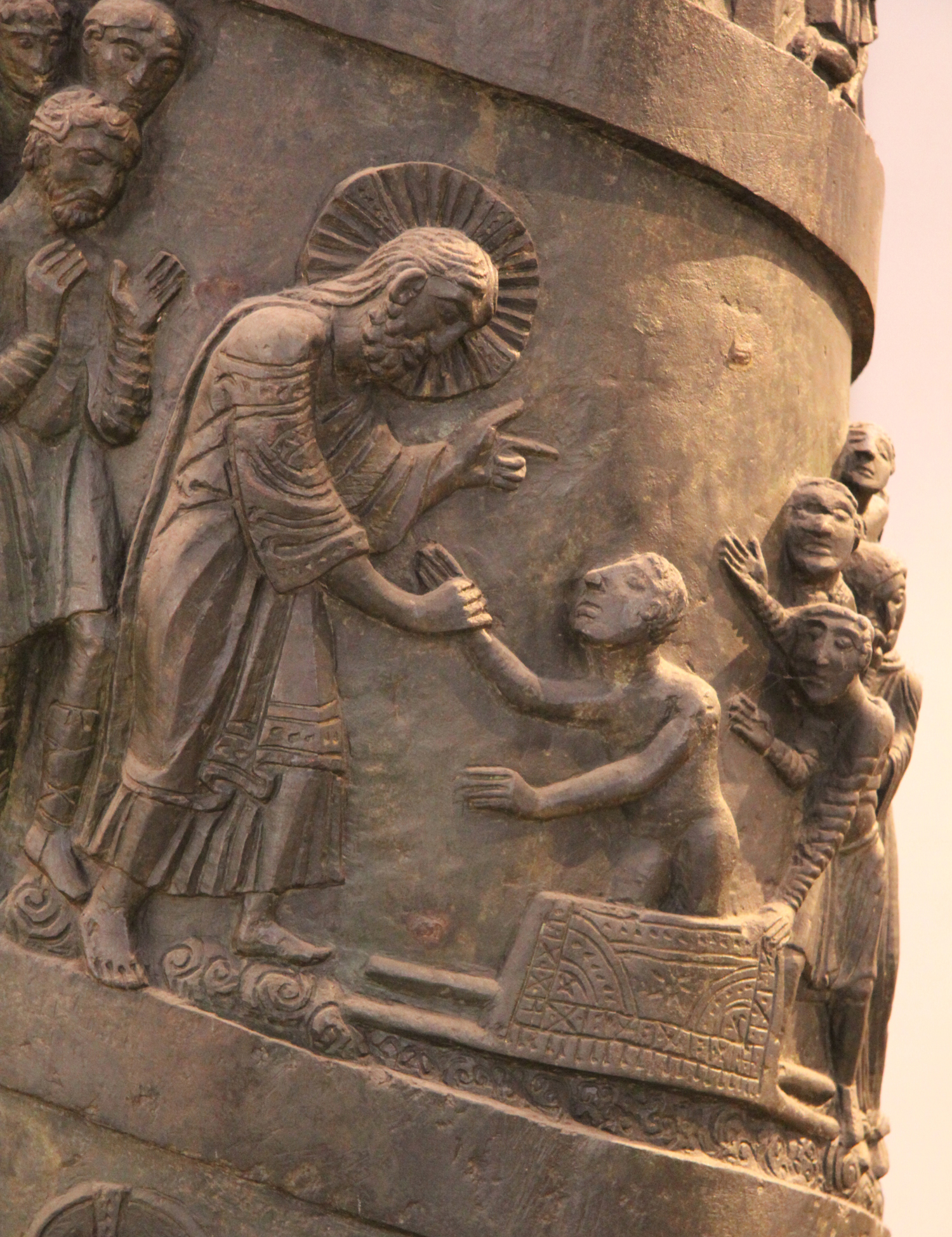
Auferweckung des Jüngling von Naïn

Von unten nach oben.
- Die Taufe Jesu durch Johannes den Täufer im Jordan (Mt 3,13-17 EU, Mk 1,9-11 EU, Lk 3,21-22 EU)
- Jesu Versuchung (Mt 4,1-11 EU, Lk 4,1-13 EU})
- Die Berufung von Petrus und Andreas (Mt 4,18-20 EU, Mk 1,16-18 EU),
- Die Berufung der Söhne des Zebedäus (Johannes und Jakobus) (Mt 4,21-22 EU, Mk 1,19-20 EU)
- Die Hochzeit zu Kana (Joh 2,1-11 EU)
- Die Heilung eines Aussätzigen (Mt 8,1-4 EU, Mk 1,40-45 EU, Lk 5,12-16 EU)
- Nicht eindeutig:
  - Brandt: Messiasbekenntnis des Petrus[36] (Mt 16,13-16 EU, Mk 827-30 EU, Lk 9,18-20 EU)
  - Gallistl: Aussendung der Zwölf[37] (Mt 10,5-15 EU, Mk 6,7-13 EU, Lk 9,1-6 EU)
  - eher unwahrscheinlich: Einsetzung der Zwölf als Apostel (Mt 10,1-4 EU, Mk 3,13-19 EU, Lk 6,12-15 EU)
- Jesus und die Samariterin am Jakobsbrunnen (Joh 4,4-17 EU)
- Johannes (Täufer) Mahnrede vor Herodes und Herodias (Mt 14,4 EU, Mk 6,18 EU, Lk 3,19 EU)
- Die Einkerkerung des Johannes (Mt 14,1-3 EU, Mk 6,17 EU, Lk 3,20 EU)
- Der Tanz Salomes mit der Präsentierung des Hauptes Johannes des Täufers (Mt 14,5-12 EU, Mk 6,19-29 EU, Lk 9,9 EU)
- Die Bitte des Synagogenvorstehers und die blutflüssige Frau (Mt 9,18-26 EU, Mk 5,21-43 EU, Lk 8,40-56 EU)
- Die Heilung eines Blinden (Mk 8,22-26 EU)
- Jesus und die Ehebrecherin (Joh 8,1-11 EU)
- Auferweckung des Jünglings von Nain (Lk 7,11-17 EU)
- Verklärung Jesu auf dem Berg Tabor (Mt 17,1-9 EU, Mk 9,2-10 EU, Lk 9,28-36 EU)
- Nicht eindeutig
  - Brandt: Jesus spricht mit seinen Jüngern[38] (Mt 10,1-42 EU)
  - Gallistl: Pharisäerrede Jesu[39] (Mt 151,1-20 EU, Mk 7,1-13 EU)
- Gleichnis vom reichen Mann und dem armen Lazarus – Lazarus am Tisch des Reichen (Lk 16,19-21 EU)
- Gleichnis vom reichen Mann und dem armen Lazarus – Der Reiche in der Hölle/Der Arme in Abrahams Schoß (Lk 16,22-26 EU)
- Jesus und Zachäus (Lk 19,1-10 EU)
- Jesus und der verdorrte Feigenbaum (Mt 21,18-22 EU, Mk 11,12-14,20-25 EU)
- Nicht eindeutig:
  - Brandt: Die Heilung der zwei Blinden[40] (Mt 20,29-34 EU)[41]
  - Gallistl: Krankenheilung am See Genezareth[42] (Mt 14,13-14 EU, Mk 6,5 EU, Joh 6,2 EU)
- Jesus rettet den sinkenden Petrus (Mt 14,22-33 EU)
- Nicht eindeutig:
  - Brandt: Wunderbare Brotvermehrung (Die Speisung der Fünftausend)[43] (Mt 14,13-21 EU, Mk 6,31-44 EU, Lk 9,10-17 EU, Joh 6,1-13 EU)
  - Gallistl: Die Speisung der Viertausend[44] (Mt 15,32-39 EU)
- Maria und Marta, die Schwestern des Lazarus, vor Jesus (Joh 11 EU)
- Jesus erweckt Lazarus aus dem Tod (Joh 11 EU)
- Jesu Salbung in Bethanien (Mt 26,6-13 EU, Mk 14,3-9 EU, Joh 12,1-8 EU)
- Jesu Einzug in Jerusalem (Mt 21,1-11 EU, Mk 11,1-11 EU, Lk 19,28-40 EU, Joh 12,12-19 EU)

## Liturgische Bedeutung
Ein wesentlicher Hinweis auf die liturgische Bedeutung der Christussäule ist ihre ursprüngliche Anbringung auf der zentralen Mittelachse der St.-Michaels-Kirche in der Nähe des Kreuzaltares, weil dort die Kommunion ausgeteilt und das Sakrament aufbewahrt wurde. Innerhalb des Bildzyklus fällt eine Heraushebung der Evangelien zu den Fastensonntagen auf, die historisch mit der Reform von Gorze und Cluny in Verbindung stehen dürfte. Dem entsprechen die Bezüge zur Fasten- und Bußliturgie, die auch im Bildprogramm der Bernwardstür gefunden wurden.

## Abgüsse

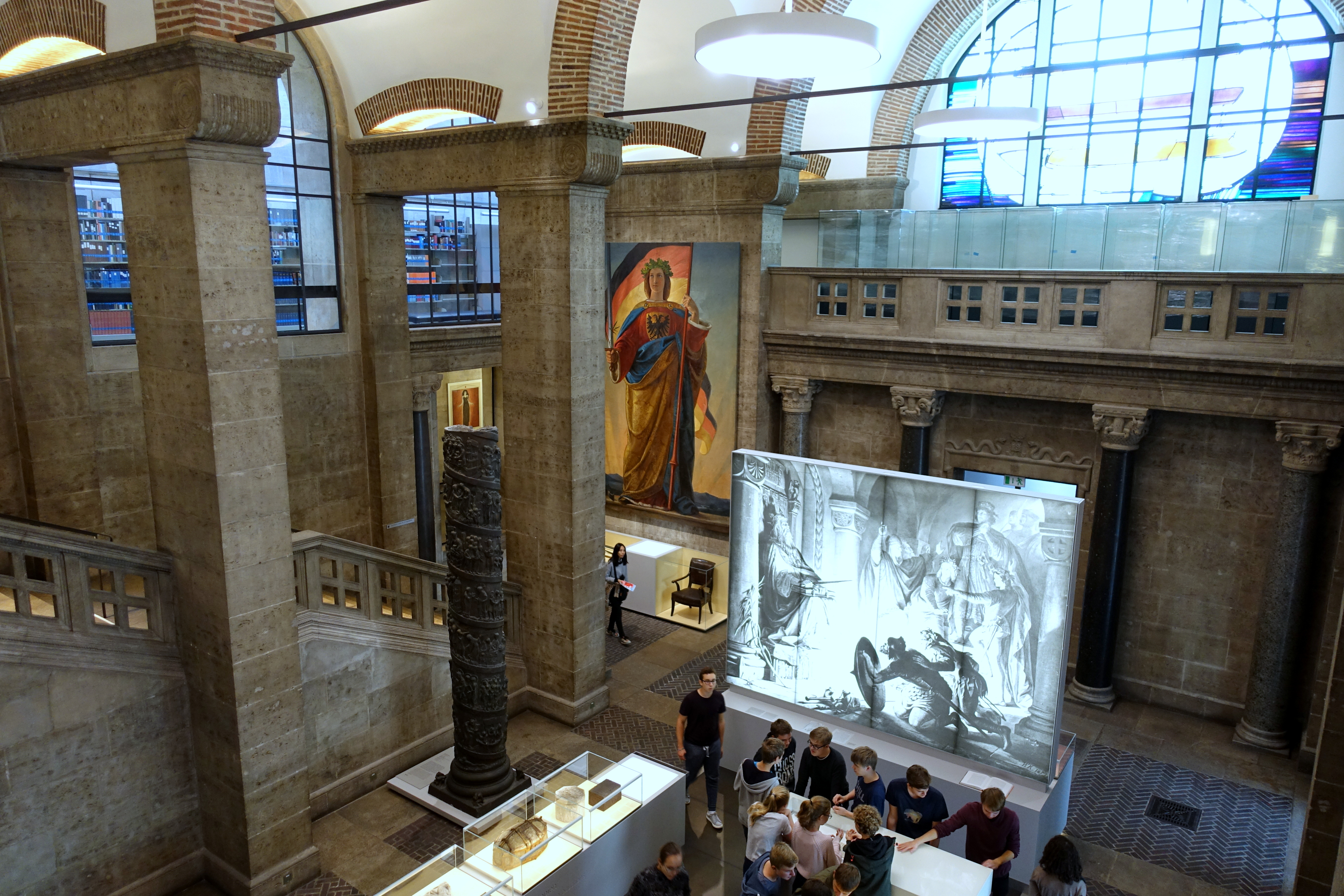
Ehemalige Eingangshalle des Germanischen Nationalmuseums mit Abguss der Bernwardssäule

Von der Säule existieren zahlreiche Gipsabgüsse. Diese waren ab Mitte des 19. Jahrhunderts in internationalen Museen von Moskau über London und Wien bis New York zu sehen und sind es teilweise noch bis heute. Seit 1874 befindet sich ein Gipsabguss der Säule in der Abgusssammlung des Victoria and Albert Museums in London. In Deutschland steht ein im Auftrag des hannoverschen Königs Georg V. 1865 von Friedrich Küsthardt Gipsabguss in der Ehrenhalle (ehemaliger Eingang) des Germanischen Nationalmuseums Nürnberg.